# San Pietro Val Lemina
San Pietro Val Lemina (piemontiul: San Pé, okcitánul: San Piere) egy olasz község a Piemont régióban, Torino megyében.